# Pokerfinnkampen
Pokerfinnkampen är en årlig pokerturnering med separata deltävlingar sedan år 2006. Den är både en lagtävling och en individuell tävling.
Sverige och Finland har en tradition av prestigefyllda bataljer vare sig det gäller friidrott, ishockey eller motorsport. Detta var orsaken till att man grundade Pokerfinnkampen. I den första turneringen som hölls i Stockholm tog Finland en jordskredsseger genom att segra i alla tre tävlingskategorier; Bästa Nation, Bäste Individuella Spelare samt Bästa Terminator. 
Tävlingsformen är No Limit Texas hold'em Freezout med max 100 spelare som representerar vardera nation. Sedan 2007 har turneringarna hållits på det största kasinot i Tallinn, Reval Park Hotel & Casino. Men 2015 gjorde Pokerfinnkampen ett gästspel på Malta, men återvände till Tallinn år 2016.

## Segrare
- 2006: Nation: Finland
- 2006: Individuell: Ilari Salasalmi, representerande Finland
- 2006: Terminator: Martin von Zweigbergk, representerande Finland

- 2007: Nation: Finland
- 2007: Individuell: Dino Dinler, representerande Finland
- 2007: Terminator: Dino Dinler, representerande Finland